# گوو ۲۸۵۱۳
سیارک ۲۸۵۱۳ (به انگلیسی: 28513 Guo، نامگذاری:2000CM126) بیست و هشت هزار و پانصد و سیزدهمین سیارک کشف شده‌است که در ۵ فوریه ۲۰۰۰ کشف شد.